# 腕
腕又称手腕，為掌與前臂連接处，范围涵盖了腕关节、腕骨。
腕关节 （wrist joint）在人体是桡腕关节（radiocarpal joint）的简称，动物一般由桡骨和尺骨远端与近端腕骨之间形成关节；在人体，则是由“桡骨的腕关节面和尺骨头下方的关节盘组成的关节窝”与“近侧列腕骨的近侧关节面作为关节头”，两者构成的典型椭圆关节。

## 手腕的使用
手腕经常被用来戴手表、手镯、手链或者手绳，警方用來拘束被逮捕者的手銬也是使用於手腕。另外，測量脈搏，以及中醫的把脈常於手腕進行；部份輕便型血壓計在手腕測量血壓。比腕力、舉重、健力等運動為常使用到腕部力量的體育競技。
做運動前应先活动暖化手腕，因為腕部是容易受傷的部位。

## 手腕的保健
大部份的上班族或電腦族，電腦用久了都會有手腕痠痛的問題，在上線前最好先將手腕做些暖身操，另外有幾種方法是可以預防手腕痠痛的方式，例如：在上網時，每工作一個小時就休息5到10分鐘，如果是手腕本身就有疼痛的現象的話，最好每工作半個小時，然後休息一下子。